# 茲洛庫切內冰川

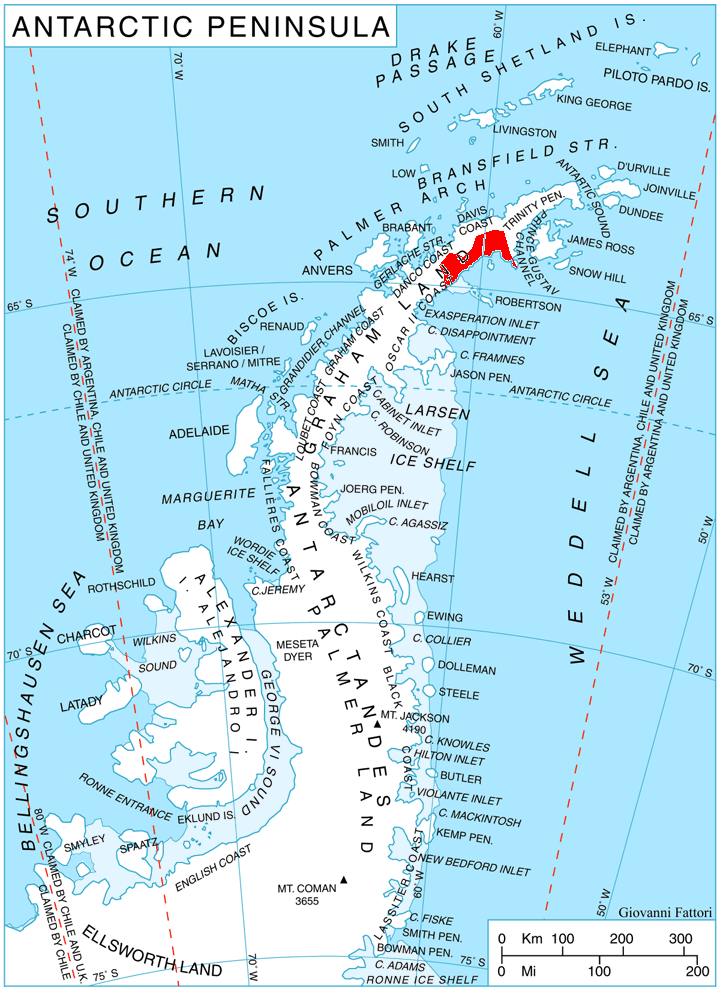

茲洛庫切內冰川是南極洲的冰川，位於葛拉漢地，長13公里、寬3.5公里，處於里西米納冰川以南和羅戈什冰川以西，以保加利亞的西部鄉鎮命名。
64°51′15″S 60°59′40″W / 64.85417°S 60.99444°W

## 外部連結
- Zlokuchene Glacier. （页面存档备份，存于） SCAR Composite Antarctic Gazetteer.